# Sing Backwards and Weep
Sing Backwards and Weep je kniha napsaná americkým zpěvákem Markem Laneganem. Jde o memoáry, které autor sepsal během tří měsíců za pomoci Mishky Shubalyho. K napsání vzpomínek Lanegana nabádal Anthony Bourdain. Popisuje v ní svou často temnou minulost, problémy s drogami a alkoholem i úmrtí přátel (včetně zpěváků Kurta Cobaina a Layna Staleyho). Kniha končí v momentě, kdy zemřel právě Staley (2002). Hudebník Gary Lee Conner, Laneganův bývalý spoluhráč z kapely Screaming Trees, kritizoval „jedovatý“ způsob, jakým je kniha napsána. Podobně reagoval také další člen této kapely Van Conner, naopak zbylým dvěma, Barrettu Martinovi a Marku Pickerelovi, se ukázky líbily.